# Jakkahalli, Heggadadevankote
Jakkahalli là một làng thuộc tehsil Heggadadevankote, huyện Mysore, bang Karnataka, Ấn Độ.